# Tanit Plana
Tanit Plana (Berga, 1975) és una artista i fotògrafa catalana. És membre fundadora del col·lectiu NoPhoto i de l'oficina per al desenvolupament de projectes fotogràfics PingPong Therap (una iniciativa per a incentivar el pensament crític dels infants i la seva relació amb la imatge). Va ser integrant del comitè artístic de la manifestació fotogràfica SCAN el 2008 i el 2009, i va exercir de professora de fotografia a la Universitat Pompeu Fabra en la llicenciatura de Publicitat, entre el 2005 i el 2011. També col·labora a Standard Books, editorial creada el 2011, i ha fundat l'agència de comunicació i disseny Beluga Family.
L'any 2020, va exposar a la Virreina Centre de la Imatge una setantena de retrats de l'anomenada Generació Z després de fer un càsting a través d'Instagram i defugint la mirada adultcèntrica.

## Exposicions

### Exposicions individuals
- 2020: Púber, Palau de la Virreina, Barcelona.[3][4]
- 2019: Es lo que es, Sala Canal Isabel II, Madrid.[5][6]
- 2011: Para siempre, Tarragona, Lleida I Palma.
- 2003: Homeware, Photoespaña, Centro Conde Duque, Madrid.

### Exposicions col·lectives
- 2019: Pla de Barris, Barcelona.
- 2018: Fotografies com a espai públic, Arts Santa Mònica, Barcelona.[7]
- 2010: Arts Santa Mònica, Barcelona.
- 2009: Catalizadors, Centre d'Arts Contemporànies de Vic.

## Premis i reconeixements
- 2012: Art for Change.
- 2006: Menció d'Honor al Mejor Libro de fotografia dins del festival PHotoEspaña.
- 2002: Descubrimientos PHotoEspaña, amb el projecte Yaios.